# Kirche des Heiligen Rechtschaffenen Theodor Uschakow (Nowofjodorowka)

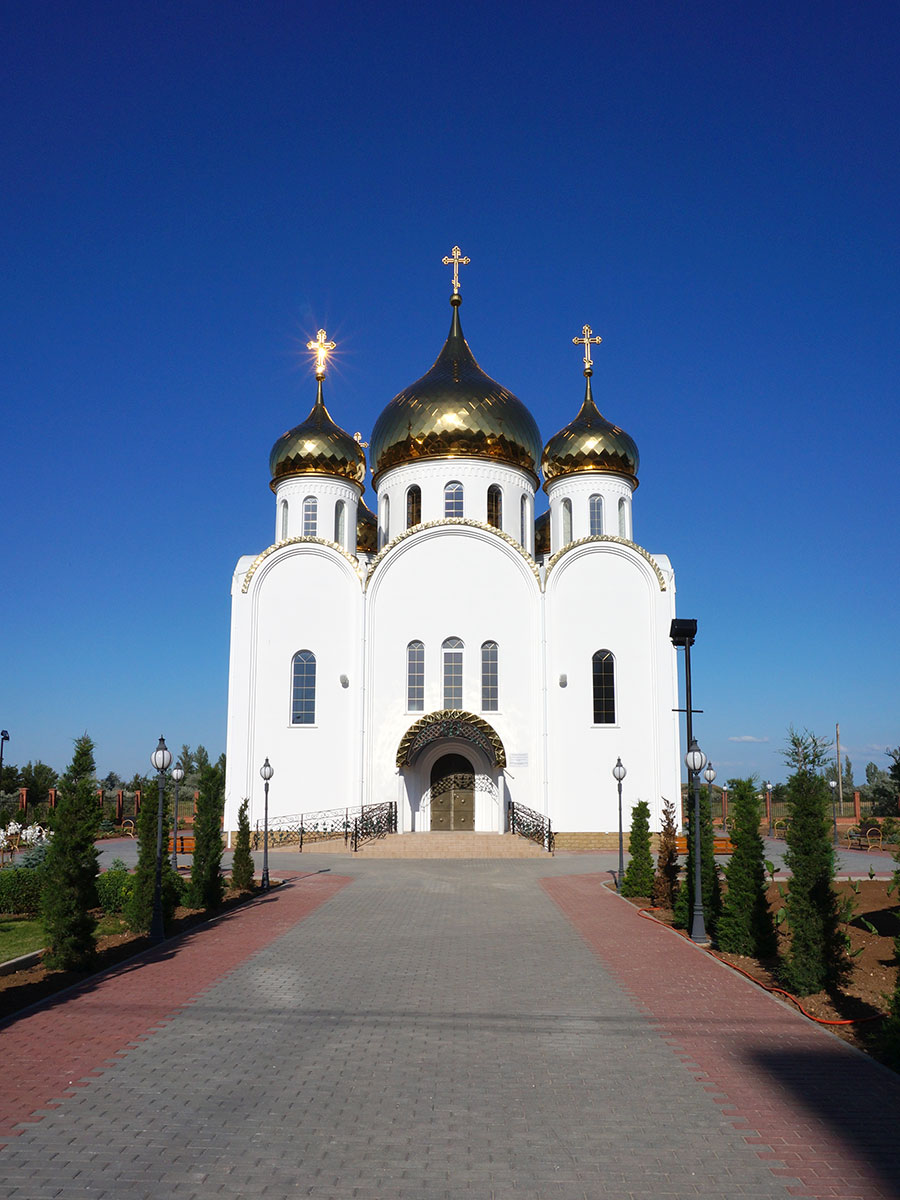

Die Kirche des Heiligen Rechtschaffenen Theodor Uschakow (russisch Храм святого праведного воина Феодора Ушакова) ist eine in Nowofjodorowka gelegene russisch-orthodoxe Kirche der Eparchie Simferopol und Krim.

## Geschichte
Die ehemals sowjetische Luftfahrt-Garnison Saki-4 wurde am 12. Dezember 1992 in der Siedlung städtischen Typs reorganisiert und bekam den Namen Nowofjodorowka. Die Russisch-Orthodoxe Gemeinde der Siedlung, die 2001 registriert wurde, verfügte ursprünglich über keine Kirche und keinen Priester. Bewohner mussten die Kirche in Saki besuchen. 
Die Bürgermeisterin Ljudmila Jerofejewa bat im Jahr 2006 den Metropoliten von Simferopol und Krim, Metropolit Lasar, einen Priester nach Nowofjodorowka zu senden. Für Gottesdienste, die ab 10. Juli 2006 durchgeführt worden waren, wurde vorübergehend ein profanes Gebäude genutzt. 
Im März 2010 begann im Zentrum Nowofjodorowkas die Errichtung der Kirche des Heiligen Rechtschaffenen Theodor Uschakow. Dieser war ein russischer Admiral und ist ein Heiliger der Russisch-Orthodoxen Kirche. Die große Kirche mit 5 Kuppeln wurde im Altrussischen Stil errichtet. 
Am 20. Januar 2015 wurde die Kirche vom Metropolit Lasar geweiht.